# Eduard Pentslin
Eduard Pentslin (russisk: Эдуард Адольфович Пенцлин) (født 16. november 1903 i Kharkiv i det Russiske Kejserrige, død 22. juni 1917 i Moskva i Sovjetunionen) var en sovjetisk filminstruktør og manuskriptforfatter.

## Filmografi
- Mystisk ø (Таинственный остров, 1941)[1][2]